# Jaskinia Nietoperzowa
Jaskinia Nietoperzowa-Zygmunta – jaskinia w górnej części Doliny Będkowskiej będącej częścią Wyżyny Olkuskiej w makroregionie Wyżyna Krakowsko-Częstochowska. Znajduje się na terenie Parku Krajobrazowego Dolinki Krakowskie. Jest największą jaskinią Wyżyny Krakowsko-Częstochowskiej, a jej nazwa pochodzi od znalezionych w niej bogatych szczątków kopalnych i współcześnie żyjących gatunków nietoperzy.

## Opis jaskini
Łączna długość jaskini wynosi 1047,7 m. Główny, południowo-zachodni otwór jaskini ma wysokość i szerokość 5 m. Korytarz za nim zamknięty jest metalową kratą z furtką. Za kratą znajduje się wykonany w czasie prac archeologicznych wykop o długości 10 m i głębokości 3,5 m, oraz przejście turystyczne z barierką ochronną.
Jaskinia powstała w wapieniach z okresu jury późnej na spękaniach ciosowych. Jej sale i duże korytarze powstały poniżej zwierciadła wód podziemnych (strefa saturacji). Na ich ścianach znajdują się świadczące o podziemnym przepływie wód różnej wielkości kotły wirowe, koliste jamy, wżery i kanały krasowe. Ma bogatą szatę naciekową składającą się z nacieków w różnym wieku. Są wśród nich polewy naciekowe tworzące kilka warstw. Na uwagę zasługuje wodospad naciekowy w początkowej części jaskini. Są żebra krasowe o wysokości kilkudziesięciu cm, a w głównej sali duże stalagmity przemieszczone poza miejsce ich powstania. Przy połączeniu korytarzy głównych w niedużej odległości od wejścia znajduje się na ich dnie nagromadzenie stalagmitów o szerokich podstawach, misy barierowe o krawędzi do 10 cm wysokości oraz wypełnione wodą stele. Namulisko nadal jest bogate, mimo wcześniejszej jego eksploatacji, oraz wydobycia podczas badań archeologicznych. Najstarsze osady namuliska pochodzą z neogenu lub starszego czwartorzędu, młodsze od końca przedostatniego zlodowacenia po holocen.

## Historia eksploracji i badań
Jaskinia znana jest od dawna. Jej pisana historia sięga pierwszej połowy XIX wieku. Już w 1841 roku A. Grabowski po jej zwiedzaniu wspominał o wcześniejszym wybieraniu namuliska używanego jako nawóz. Przemysłową eksploatację prowadził z ramienia Górnośląskiego Urzędu Górniczego O. Grube w latach 1872–1879, co w znacznym stopniu zniszczyło pierwotne osady jaskini. Przypadkiem natrafił on na 4000 kłów niedźwiedzi jaskiniowych.
Pierwsze poszukiwania przeprowadził w roku 1871 hrabia Jan Zawisza, właściciel Doliny Prądnika, znajdując liczne zabytki archeologiczne i kości zwierzęce. W czasie gospodarczej eksploatacji namuliska nadzór archeologiczny sprawował F. Romer, który zebrane zabytki przekazał do muzeum wrocławskiego. W roku 1918, gdy pierwszym prywatnym właścicielem był Antoni Ferdek, przewodnik po Ojcowie, badania w pobliżu wejścia jaskini przeprowadził Leon Kozłowski.
Systematyczne i metodyczne badania archeologiczne zostały podjęte po II wojnie światowej i przeprowadzone przez Waldemara Chmielewskiego w latach 1956–1963. Z punktu widzenia archeologicznego Jaskinia Nietoperzowa znana jest przede wszystkim jako stanowisko górnopaleolityczne datowane na 38 000 lat temu, będące obozowiskiem łowców niedźwiedzia jaskiniowego. Łowcy jerzmanowiccy, będący już ludźmi współczesnymi, pozostawili krzemienne groty.
Jaskinia dwa razy stanowiła scenografię filmów fabularnych. Po raz pierwszy w 1995 r. kręcono Legendę o św. Mikołaju. 5 listopada 1997 roku Jerzy Hoffman nakręcił w jaskini scenę do filmu Ogniem i mieczem.

## Dostęp
Dojście do jaskini: Od trasy Olkusz – Kraków schodzimy w miejscu, gdzie znajduje się reklama jaskini. Jest to na wschodnim krańcu wsi Jerzmanowice. Sama jaskinia znajduje się w górnej części Doliny Będkowskiej (około 1 km od drogi krajowej nr 94). Jaskinia jest oświetlona i bezpieczna. Możliwy dojazd z Krakowa autobusem MPK nr 210 do przystanku na żądanie „Czajowice”, następnie około 10 minut DK 94 do wspomnianej wyżej reklamy.
W pobliżu wejścia do jaskini prowadzi niebieski pieszy Szlak Warowni Jurajskich oraz kilka lokalnych turystycznych szlaków rowerowych.
Przy jaskini jest parking. Jaskinię zwiedza się z przewodnikiem dyżurującym przy wejściu.

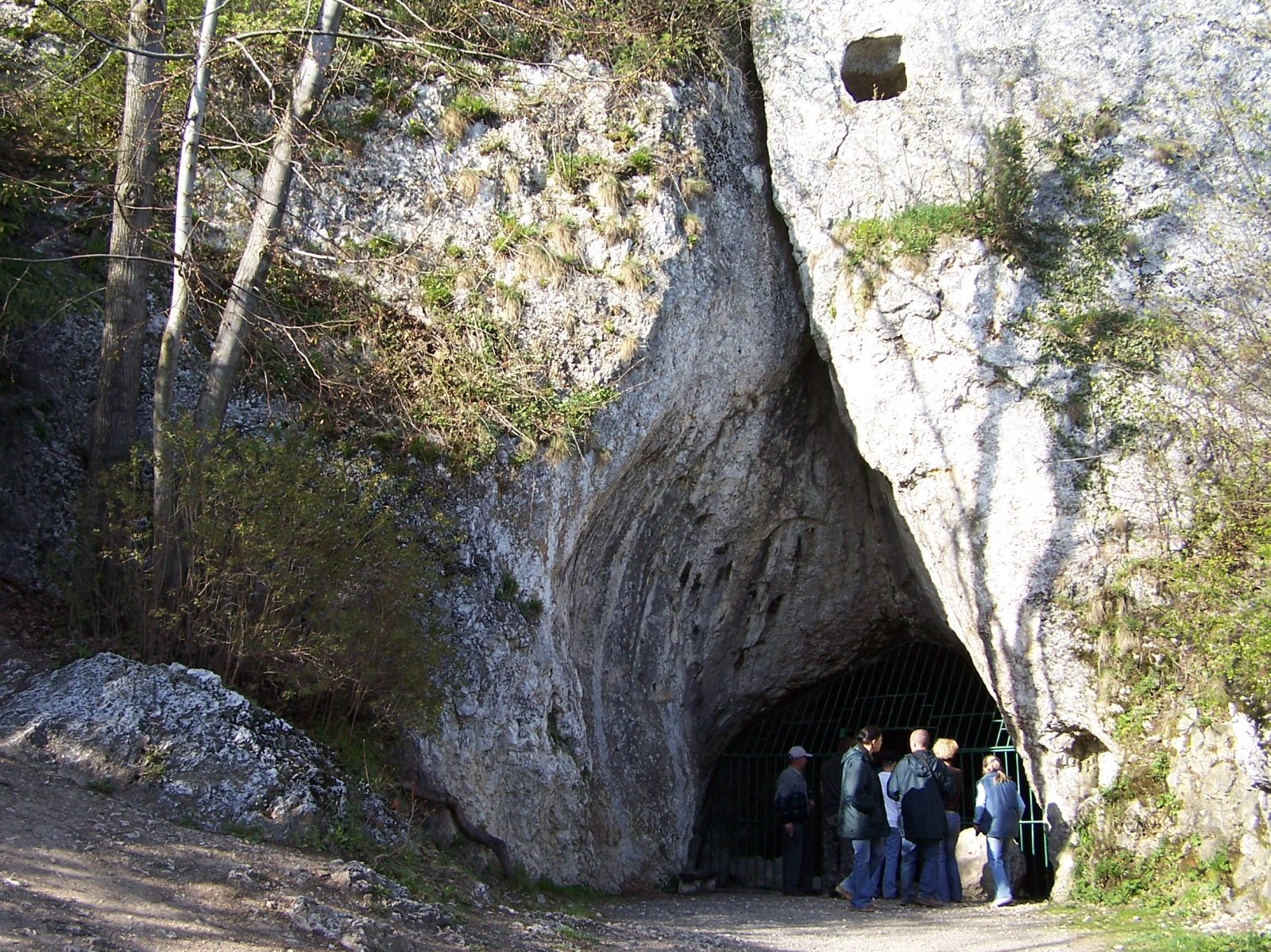
Wejście do jaskini
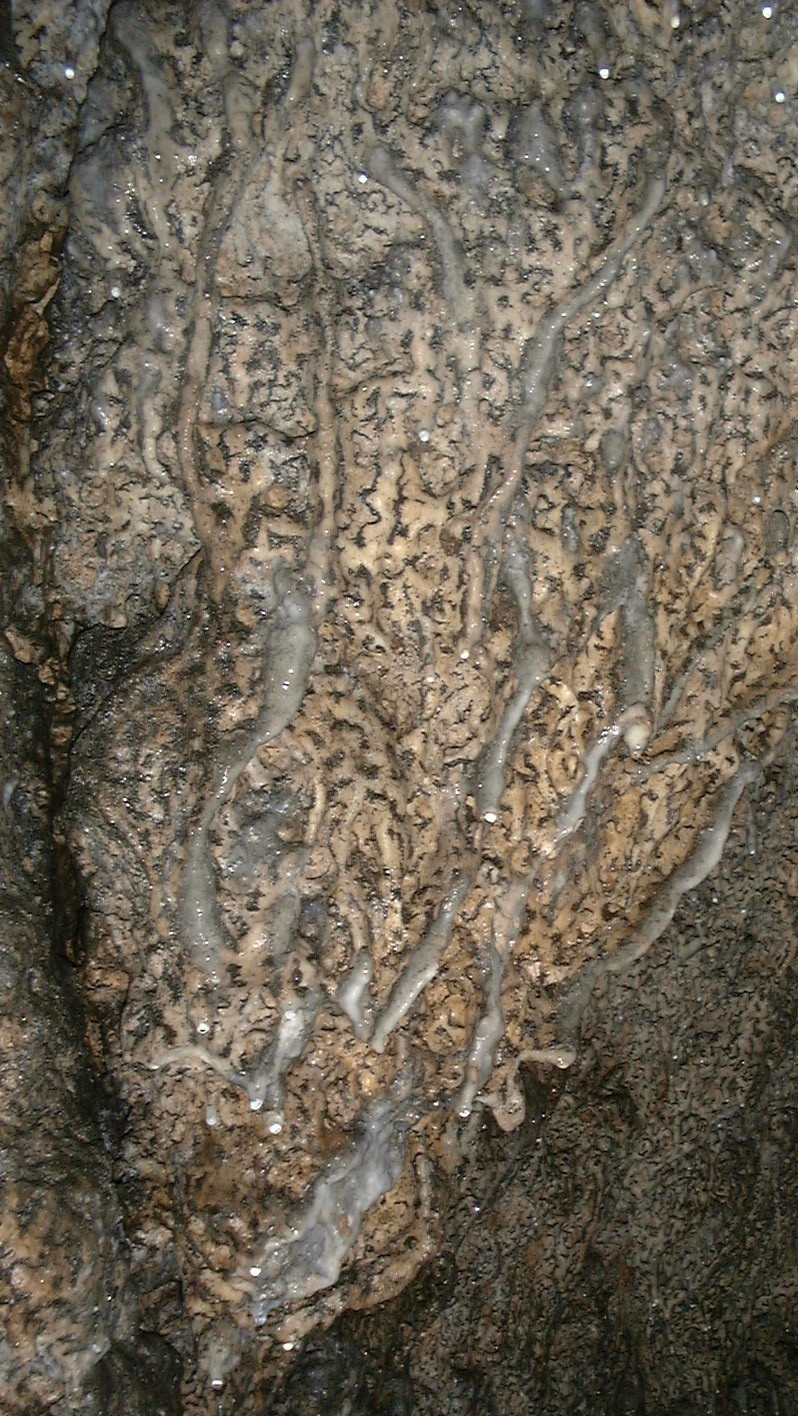
Naciek
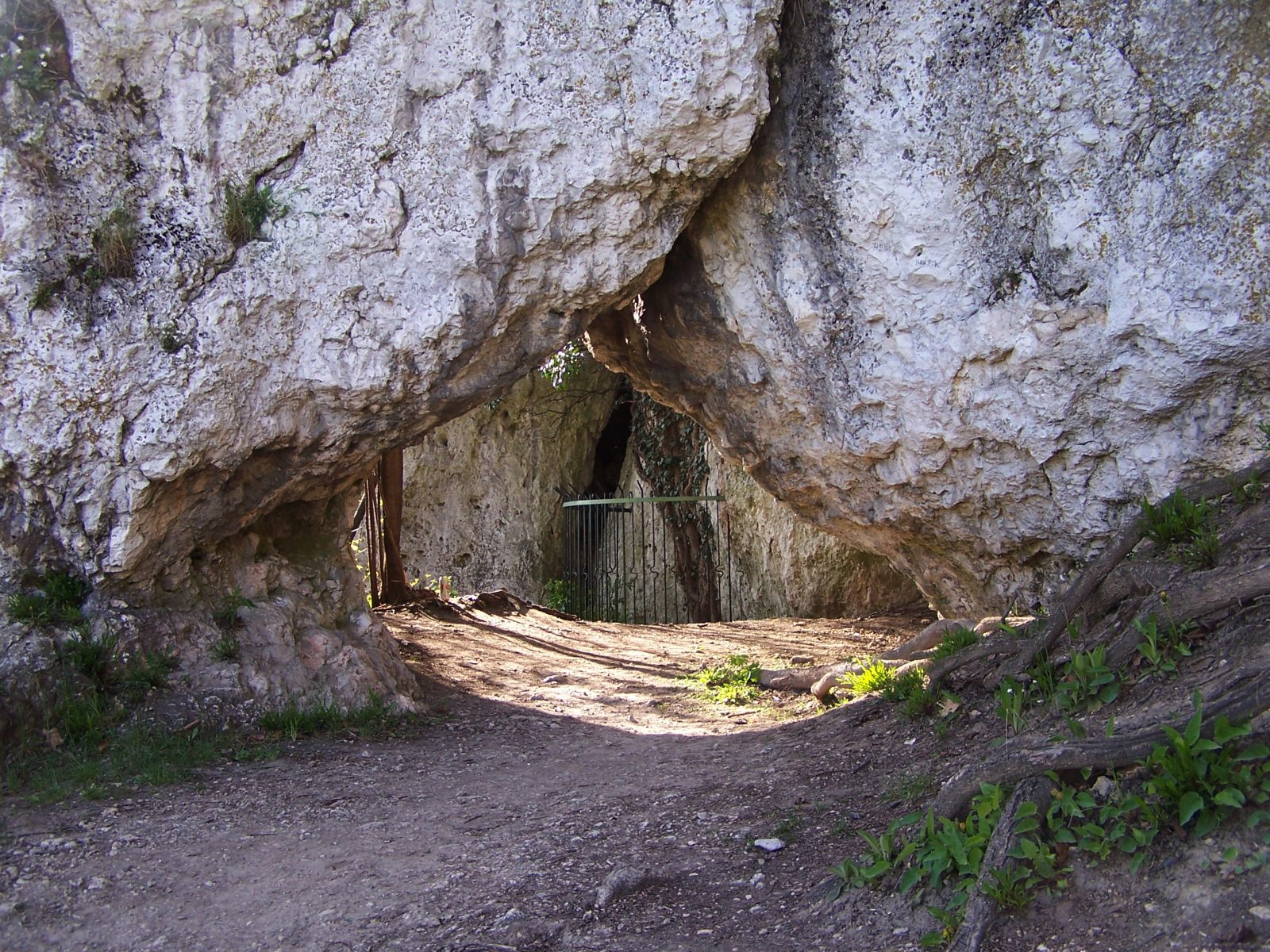
Wejście do jaskini